# Hilmar vom Hagen
Hilmar Friedrich Anton Graf vom Hagen (* 16. Mai 1835 in Pohlschildern bei Liegnitz;; † 12. Juni 1900 in Möckern) war ein preußischer Rittergutsbesitzer, Hofbeamter und Parlamentarier.

## Leben

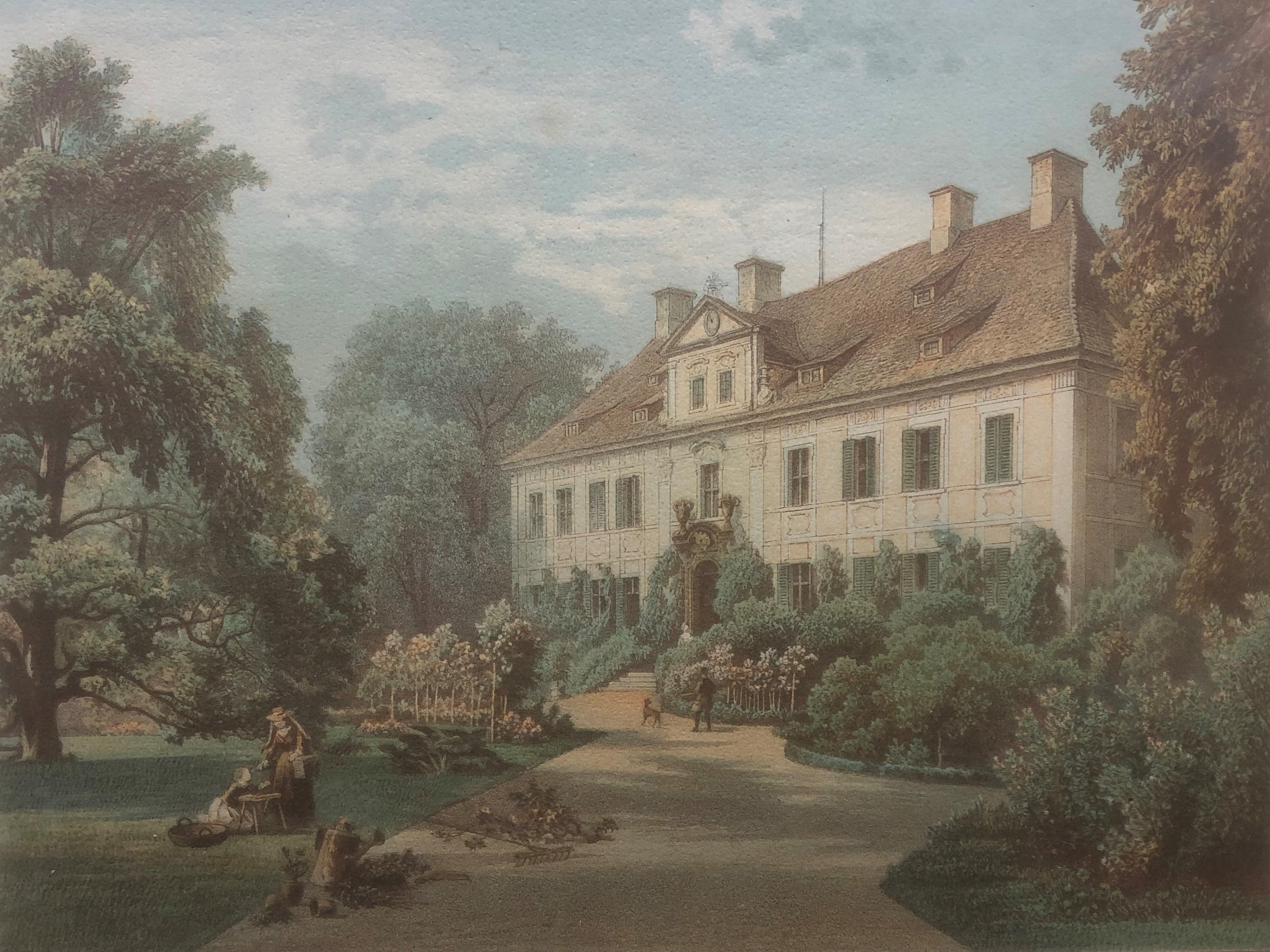
Herrenhaus Pohlschildern, im Besitz der Gräfin Elisabeth von Hardenberg, der Großmutter vom Hagens

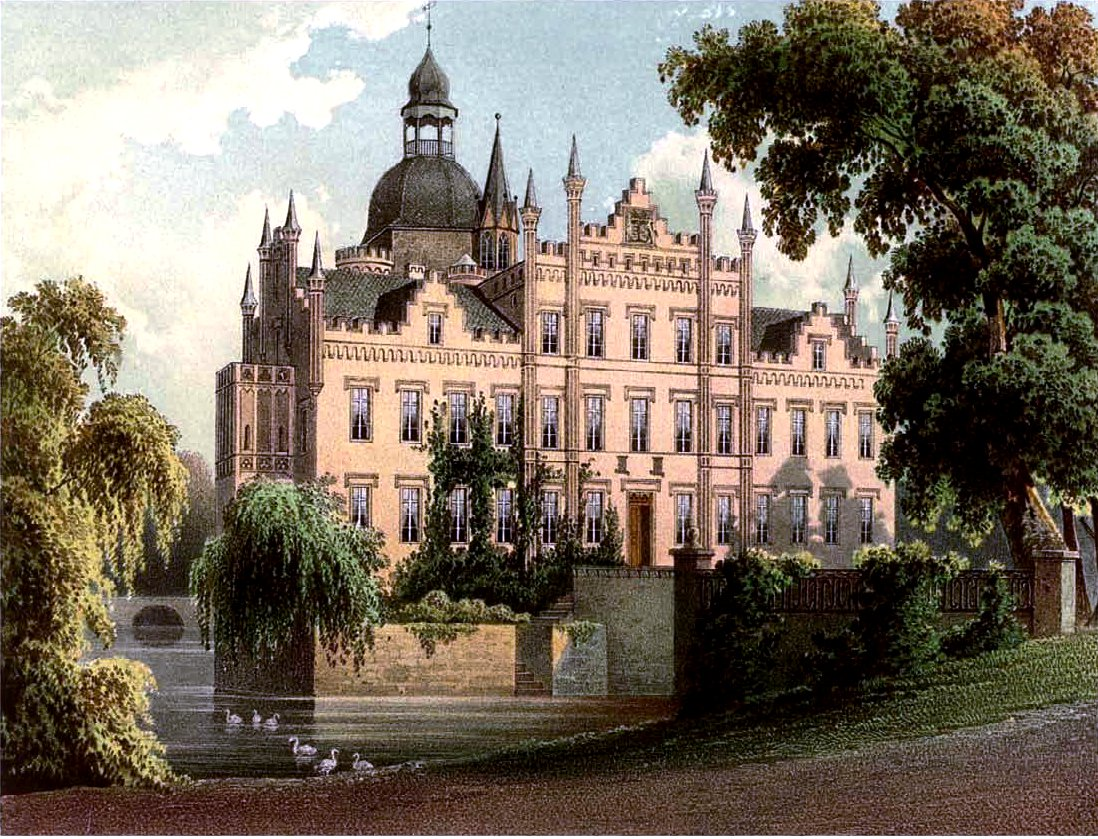
Schloss Möckern um 1864/65, Sammlung Alexander Duncker

Hilmar vom Hagen wurde geboren als Sohn des Adelbert Graf vom Hagen (1798–1876), Fideikommissherr auf Möckern, königlicher Kammerherr und Erbschenk, und dessen erster Ehefrau der Eveline geb. Gräfin von Hardenberg. Er studierte an der Rheinischen Friedrich-Wilhelms-Universität. 1855 wurde er Mitglied des Corps Borussia Bonn. 1859 überließ ihm sein Vater das Rittergut Niedergebra und den Burgsitz zu Bleicherode. Als Hauptmann und Regierungsreferendar a. D. war er Fideikommissherr auf Schloss Möckern und Herr auf Deuna. Vom Hagen war Hofmeister und Erbschenk im Herzogtum Magdeburg sowie Königlich preußischer Kammerherr und Hofmarschall. 1868–1870 gehörte er für die Konservative Partei dem Preußischen Abgeordnetenhaus an. 1897–1900 saß er im Preußischen Herrenhaus. Er war Rechtsritter des Johanniterordens.

## Familie
Hilmar vom Hagen heiratete am 26. Februar 1867 Martha von der Schulenburg (1845–1925). Mit ihr hatte er folgende Kinder:
- Rüdiger (1868–1947)

⚭ 1899 Erika von Itzenplitz (1872–1906)
⚭ 1909 Marianne Freiin von Finck (1882–1971)
- Eberhardt (1869–1936) ⚭ 1922 Edelgarde Edle Herrin und Freiin von Plotho (* 1892)
- Klara (* 1870) ⚭ 1896 Karl von Mutius (* 1917)
- Aga (Augusta) (1872–1949), Malerin, Autorin
- Sittich (* 1876) ⚭ 1907 Adele Freiin von Burgk (* 1883)

Die Söhne wurden sämtlich mit Grundbesitz ausgestattet.